# Bernd Zolitschka
Bernd Zolitschka (* 9. Mai 1959 in Empelde) ist ein deutscher Geograph und Professor für Physische Geographie an der Universität Bremen.
Zolitschka war ab 1986 Doktorand an der Universität Trier. Nach der Promotion (1990) arbeitete er dort als wissenschaftlicher Mitarbeiter bis 1994, unterbrochen durch einen Aufenthalt als Visiting Professor am Climate System Research Center der University of Massachusetts von 1991 bis 1992. Von 1994 bis 2000 war Bernd Zolitschka als Wissenschaftler am GeoForschungszentrum Potsdam tätig und lehrte an der Universität Potsdam, wo er sich 1997 im Fach Geowissenschaften habilitierte. Seit 2000 ist er Professor für Physische Geographie mit dem Schwerpunkt Geomorphologie und Polarforschung und lehrt und forscht am Institut für Geographie der Universität Bremen. Dort leitet er die Arbeitsgruppe GEOPOLAR.
Der Forschungsschwerpunkt von Bernd Zolitschka liegt auf der Rekonstruktion globaler Umweltveränderungen mit besonderem Fokus auf dem Einfluss von Paläoklima und Mensch. Dabei nutzt er bevorzugt jahreszeitlich geschichtete Seesedimente (Warven) als natürliches Klimaarchiv mit hoher zeitlicher Auflösung. In diesem Zusammenhang war er Mitkoordinator der PAGES Varves Working Group.